# Корняктув-Полудньови
Корняктув-Полудньови (пол. Korniaktów Południowy) — село в Польщі, у гміні Білобжеґі Ланьцутського повіту Підкарпатського воєводства.
Населення — 588 осіб (2011).
У 1975-1998 роках село належало до Ряшівського воєводства.

## Демографія
Демографічна структура станом на 31 березня 2011 року:
|          | Загалом | Допрацездатний вік | Працездатний вік | Постпрацездатний вік |
| -------- | ------- | ------------------ | ---------------- | -------------------- |
| Чоловіки | 306     | 74                 | 204              | 28                   |
| Жінки    | 282     | 57                 | 151              | 74                   |
| Разом    | 588     | 131                | 355              | 102                  |